# دندان‌ماهی
دندان‌ماهی (نام علمی: Dissostichus) نام یک سرده از تیره یخ‌ماهیان روغنی است.